# Карлов, Валентин Андреевич
Валентин Андреевич Карлов (29 декабря 1923, Симферополь — 12 декабря 1976) — советский лётчик, полковник Советской Армии, участник Великой Отечественной войны, Герой Советского Союза (1945).

## Биография
Валентин Карлов родился 29 декабря 1923 года в Симферополе. Окончил девять классов школы и аэроклуб. Учился в симферопольской гимназии № 9. В декабре 1940 года Карлов был призван на службу в Рабоче-крестьянскую Красную Армию. В 1942 году он окончил Качинскую военную авиационную школу лётчиков. С мая 1943 года — на фронтах Великой Отечественной войны. Принимал участие в боях на Воронежском, Степном, 2-м и 1-м Украинском фронтах. Участвовал в Курской битве, освобождении Украинской и Молдавской ССР, Румынии, Польши, Чехословакии, боях в Германии.
К маю 1945 года старший лейтенант Валентин Карлов был штурманом эскадрильи 129-го гвардейского истребительного авиаполка 22-й гвардейской истребительной авиадивизии 6-го гвардейского истребительного авиационного корпуса 2-й воздушной армии 1-го Украинского фронта. К тому времени он совершил 172 боевых вылета, принял участие в 44 воздушных боях, в которых сбил 15 вражеских самолётов лично и ещё 8 — в составе группы.
Указом Президиума Верховного Совета СССР от 27 июня 1945 года за «мужество и героизм, проявленные в воздушных боях», старший лейтенант Валентин Карлов был удостоен высокого звания Героя Советского Союза с вручением ордена Ленина и медали «Золотая Звезда» за номером 7998.
После окончания войны Карлов продолжил службу в Советской Армии. В 1954 году он окончил курсы усовершенствования командного состава при Военно-воздушной академии, в 1970 году — саму Военно-воздушную академию. С 1974 года полковник Валентин Карлов занимал должность начальника Главного объединённого центра Единой системы управления воздушным движением в советском секторе воздушного пространства ГДР. Скоропостижно скончался 12 декабря 1976 года, похоронен на Кунцевском кладбище Москвы.
Был также награждён двумя орденами Красного Знамени, двумя орденами Отечественной войны 1-й степени, тремя орденами Красной Звезды, орденом «За службу Родине в Вооруженных Силах СССР» 3-й степени, рядом медалей.